# Cardiff Bay Opera House

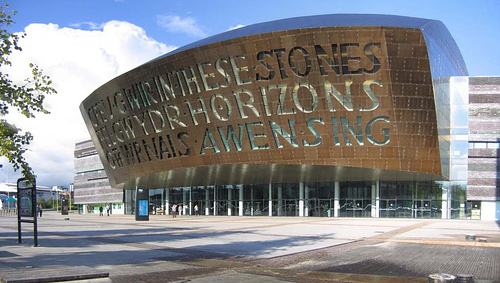
Foto del exterior de la Cardiff Bay Opera House

Cardiff Bay Opera House fue un proyecto fallido de la década de los años 1990 en Cardiff, Gales, que se concibió como parte crucial del proyecto de remodelación de la Bahía de Cardiff, con el fin de crear una nueva sede para la compañía de la Ópera Nacional de Gales, cuya sede en aquel momento estaba en el pequeño e inapropiado "New Theatre" de Cardiff.
La arquitecta iraquí Zaha Hadid fue la ganadora del concurso internacional que se llevó a cabo en 1994. Fue en este punto, cuando el proyecto se sumió en el caos. Se necesitaba apoyo tanto por parte de la administración regional del condado de South Glamorgan como de las autoridades municipales de Cardiff City y fue tachado como proyecto "elitista" por los medios de comunicación. La Millennium Commission, que financia los proyectos de la National Lottery del Reino Unido, rechazó apoyar el proyecto por considerarlo económicamente arriesgado. Tampoco ayudó el hecho de la exitosa solicitud de financiación para el Millennium Stadium, a tan solo unos kilómetros de distancia. Por lo tanto, el proyecto se paralizó.
Fue un momento importante en el programa de desarrollo de la zona. Resultó el fiasco muy negativo para la reputación internacional de Gales, ya que la "Bahía de Cardiff" se convertía en símbolo en círculos culturales y de arquitectura de conservadurismo provinciano e ignorancia, en un período en que el gobierno del Reino Unido estaba invirtiendo millones de libras en la mejora de la imagen tanto de Cardiff en particular como de Gales en general. Sin embargo, los críticos del proyecto de la Opera House opinaban que no era viable, que era elitista y que no tenía en cuenta las necesidades de la población local.
El proyecto que lo sustituyó fue el Centro del Milenio de Gales, que ofrecía un amplio abanico de oferta artística y se relacionaba más con la cultura galesa, a la vez manteniendo el elemento de ópera. El Wales Millennium Centre abrió sus puertas en noviembre de 2004 con un gran reconocimiento internacional.